# Lavilleneuve
Lavilleneuve é uma comuna francesa na região administrativa de Grande Leste, no departamento de Haute-Marne. Estende-se por uma área de 5,15 km². Em 2010 a comuna tinha 60 habitantes (densidade: 11,7 hab./km²).